# Royal Aero Club
Royal Aero Club (Královský aeroklub, zkratka RAeC) je celonárodní organizací věnující se sportovnímu letectví ve Velké Británii.
Aeroklub s názvem Aero Club of Great Britain byl založen v Leysdownu v roce 1901. Původně se soustředil na balónové létání. Po vynálezu letadel těžších vzduchu přijal i všechny fanoušky letadel s pevným křídlem. V roce 1910 byl klubu propůjčen titul „královský“. Od roku 1910 aeroklub uděloval i mezinárodně uznávané pilotní průkazy Fédération Aéronautique Internationale (FAI), organizace, kterou dodnes v Británii zastupuje. Klub zodpovídá za všechna britská soukromá a sportovní letadla, je pořadatelem leteckých soutěží a přehlídek. Zajišťuje i zápisy leteckých rekordů a propagaci oboru. V současnosti je Královský aeroklub organizací starající se o všechny formy sportovního letectví v zemi a zajišťující mezinárodní spolupráci v oblasti pilotovaných letů. 
Aeroklub založil své první „letiště“ v roce 1909 v Muswell Manor u Leysdownu na ostrově Sheppey v ústí řeky Temže. Bylo to to samé místo, kde John Moore-Brabazon (později Lord Brabazon of Tara) poprvé provedl svůj 450 metrů dlouhý let na dvouplošníku Voisin. Tento let je oficiálně považován za první řízený let britského pilota ve Velké Británii. Pilotní průkaz číslo „1“ dostal Moore-Brabazon 8. března 1910. Kontakty s bratry Wrightovými vedly klub k zakoupení licence a výrobě prvních letadel na „výrobní lince“ na světě. Výroba se později přesunula do Eastchurch.
Do roku 1915 britské ozbrojené síly neměly pro své piloty žádná výcviková střediska. Výsledkem bylo, že mnoho pilotů muselo prodělat pilotní výcvik v aeroklubu, jehož členy se stali. Koncem první světové války mělo pilotní průkaz RAeC více než 6300 vojenských pilotů.

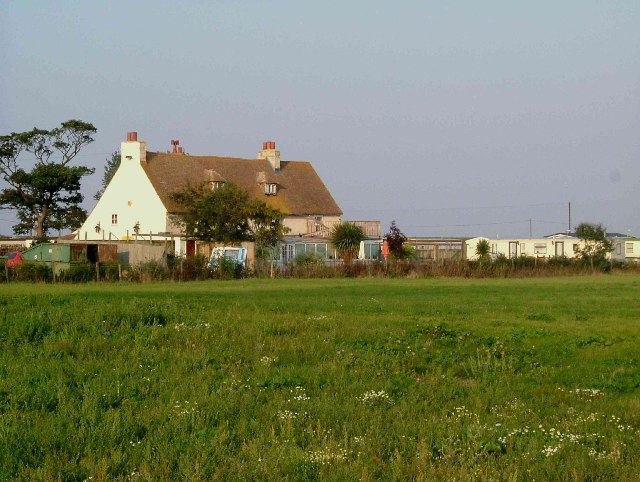
Muswell Manor

## Významné osobnosti s průkazem aeroklubu
Průkaz číslo:
- 1 – John Moore-Brabazon, 8. března 1910
- 2 – Charles Rolls, 8. března 1910
- 3 – Alfred Rawlinson, 5. dubna 1910
- 4 – Cecil Stanley Grace, 12. dubna 1910
- 5 – George Bertram Cockburn, 26. dubna 1910
- 6 – Claude Grahame-White, 26. dubna 1910
- 7 – A Ogilvie, 24. května 1910
- 8 – A. Mortimer Singer, 31. května 1910
- 9 – L D L Gibbs, 7. června 1910
- 10 – Samuel Cody, 7. června 1910, průkopník balónového létání
- 21 – Francis McClean, zakládající člen
- 27 – kapitán John Fulton, 15. listopadu 1910, zakládající člen Air Battalion Royal Engineers
- 31 – Thomas Sopwith, 22. listopadu 1910, letecký konstruktér
- 95 – Frederick Sykes, červen 1911, velitel Royal Flying Corps
- 305 – Edward Leonard Ellington, 1. října 1912, pozdější maršál Royal Air Force
- 646 – Christopher Draper, stíhací pilot,
- 1301 – William Sholto Douglas, květen 1915, maršál RAF
- 5093 – Henry Botterell, kanadský stíhací pilot, do roku 2003 poslední žijící stíhací pilot první světové války